# 新疆维吾尔自治区科学技术协会

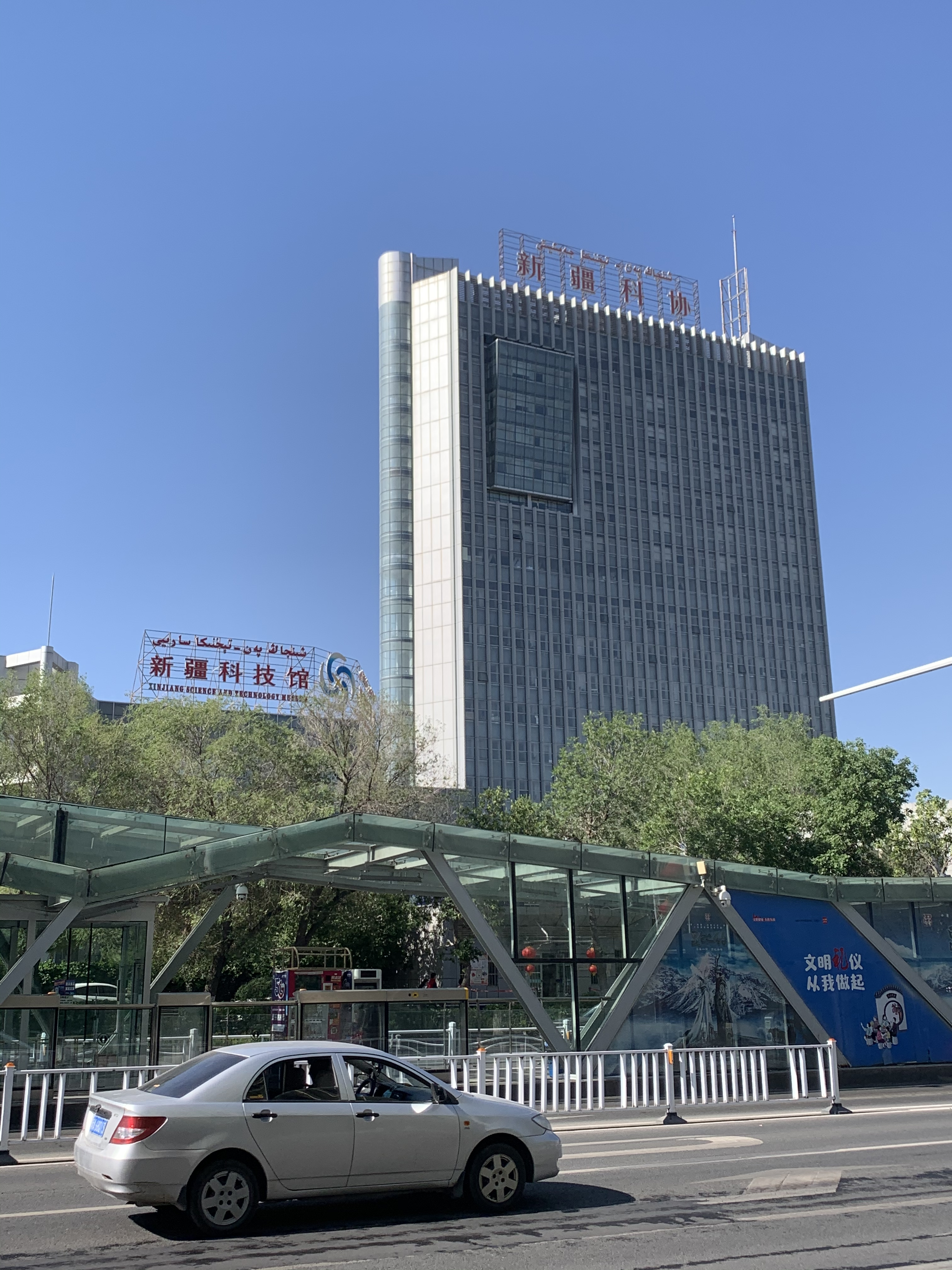
新疆维吾尔自治区科学技术协会

新疆维吾尔自治区科学技术协会，简称新疆维吾尔自治区科协、新疆科协，是中华人民共和国新疆维吾尔自治区科学技术工作者组成的专业性人民团体，是中国科学技术协会的地方组织，受中国共产党新疆维吾尔自治区委员会的领导。